# Josef Ludwig Holub
Josef Ludwig Holub (Mladá Boleslav, 5 de fevereiro de 1930 — Mladá Boleslav, 23 de julho de 1999) foi um professor universitário e botânico que se distinguiu no campo da sistemática das plantas vasculares. Descreveu numerosas espécies e contribuiu largamente para a reorganização sistemática dos pteridófitos e para o estudo da flora europeia.

## Biografia
Josef Holub sformou-se na Universidade de Carlos, em Praga, instituição onde foi contratado como leitor de Botânica em 1953.
Foi um dos co-fundadores do Instituto Checo de Botânica onde trabalhou durante muitos anos. Colanorou na criação de Departamento de Biosistemática da sua Universidade e na fundação do periódico científico Folia, publicado pelo "Geobotanical and Phytotaxonomic Institute de Praga.
Em 1991 foi nomeado presidente da Sociedade Botânica Checa.
Participou em muitos trabalhos de campo para o estudo da flora da Europa Central, tendo-se dedicado ao estudo da taxonomia das plantas vasculares e da botânica económica, especialmente da Eslováquia e da República Checa.
Realizou um profundo trabalho de investigação sobre a ordem Lycopodiales e sobre a sistemática das Equisetaceae e publicou contribuições importantes para o estudo dos géneros de pteridófitos Dryopteris, Lastraea e Thelypteris. Outros géneros de plantas por ele estudados foram Helictotrichon, Avenula, Rubus e Crataegus.
Foi o principal autor e coordenador da edição das obras Flora of the Czech Republic e Flora of Slovakia.
Holub contribuiu para a elaboração das listagens de espécies ameaçadas de diversas regiões, sendo um dos contribuidores para o Redbook of Endangered Species da IUCN.